# Cornufer macrosceles
Espèce
Synonymes
- Platymantis macrosceles Zweifel, 1975

Statut de conservation UICN

 DD  : Données insuffisantes
Cornufer macrosceles est une espèce d'amphibiens de la famille des Ceratobatrachidae.

## Répartition
Cette espèce est endémique de Nouvelle-Bretagne en Papouasie-Nouvelle-Guinée. Elle se rencontre à 900 m d'altitude dans les monts Nakanai.

## Description
La femelle holotype mesure 30 mm.

## Publication originale
- Zweifel, 1975 : Two new frogs of the genus Platymantis (Ranidae) from New Britain. American Museum Novitates, no 2582, p. 1-7 (texte intégral).